# Одред против чудовишта
Одред против чудовишта (енгл. The Monster Squad) је амерички авантуристички хорор филм из 1987. режисера Фреда Декера и сценаристе Шејна Блека са Андреом Гауером, Рајаном Ламбертом, Ешли Бенк и Данканом Регером у главним улогама.
У центру радње филма налази се група деце која покушава да изађе на крај с чудовиштима која прете да униште свет.
И поред веома слабе зараде коју је остварио, уз не тако низак буџет, филм је добио веома позитивне критике поготово од стране публике и постао је култни класик. Интересантно је што је велика разлика у оценама публике и филмских критичара. Док су га критичари сајта Rotten Tomatoes оценили са 56%, публика му је дала 78%. Разлика је уочљива и на другим сајтовима, нпр. на IMDB-у филм има просечну оцену 7,4/10, али је због знатно лошијих оцена критичара званична оцена сајта 7,1/10.
Оно што је највише привукло публику је чињеница да се у истом филму појављују: гроф Дракула, мумија, вукодлак, Створење из Црне лагуне и Франкенштајново чудовиште.

## Радња
Гроф Дракула, мумија, вукодлак, Створење из Црне лагуне и Франкенштајново чудовиште се окупљају како би уништили амулет, који их спречава да завладају светом. Њима ће се супротстваити група деце, која обожавају филмове о чудовиштима, па знају све њихове слабости. У Ван Хелсинговом дневнику проналазе упутства како да употребе амулет да отворе портал који ће одвести сва чудовишта у Лимбо.

## Улоге
| Глумац            | Улога                        |
| ----------------- | ---------------------------- |
| Андре Гауер       | Шон Креншо                   |
| Рајан Ламберт     | Руди                         |
| Роби Кигер        | Патрик                       |
| Стивен Махт       | детектив Дел Креншо          |
| Данкан Регер      | гроф Дракула                 |
| Том Нунан         | Франкенштајново чудовиште    |
| Ешли Банк         | Фиби Креншо                  |
| Брент Чалем       | Хорас                        |
| Том Вудруф        | Створење из Црне лагуне      |
| Мајкл Фаустино    | Јуџин                        |
| Џонатан Грис      | Вукодлак                     |
| Мери Елен Трејнор | Емили Креншо                 |
| Леонардо Чимино   | Страшан Немац                |
| Мајкл Мекеј       | Мумија                       |
| Лиса Фулер        | Лиса, Патрикова сестра       |
| Џек Гвилим        | професор Абрахам ван Хелсинг |
| Стен Шо           | детектив Рич Сапир           |
| Габријел Дин      | Вили                         |
| Џејсон Херви      | И-Џеј                        |
| Дејвид Провал     | пилот                        |
| Дарил Андерсон    | копилот                      |
| пас Џејк          | Пит                          |